# Spille kiks
Spille kiks er et onanispil, der efter sigende spilles blandt visse unge mænd. 
Deltagerne står omkring en kiks og onanerer indtil udløsning. 
Den sidste person, der får udløsning eller ikke rammer kiksen med sin sæd, skal spise kiksen.
Spillet menes at stamme fra Australien i 1960'erne.
Hvorvidt det er et spil, der rent faktisk spilles eller blot er en myte, er ikke fuldt afklaret.
Selvom der er tale om variationer af spillet med en smule forskellige regler, findes der en del referencer til det i populærkultur, bl.a Stephen Fry's The Liar,  den tyske film Crazy, Richard Curtis og Ben Eltons Blackadder og Skinless's sang "Scum Cookie". 